# يوسف سيفا
الأمير يوسف باشا بن سيفا هو أمير طرابلس الشام وليَّ حكومة طرابلس مدة طويلة وأشتهر عنه عزة عظيمة ونعمة جزيلة. وقصده الشعراء بالمدائح وأهدوا إليه أنفس بداية المدائح. وكان في نفس الأمر ممن تفرد بالهبات الطائلة ورغب في ادخار الثناء الحسن العطايا الشاملة. وأقتدى به اخوه الأمير علي وأبنه الأمير حسين وابن أخيه الأمير محمد، وله من الآثار مسجد بناه بطرابلس.

## قتاله مع المعنيين
في عام 1598 وقع قتال بين الامير فخر الدين، وبين يوسف باشا سيفا في نهر الكلب بسبب ولاية كسروان وقد اسفرت المعركة عن اندحار يوسف سيفا وتشتت جنوده واستيلاء فخر الدين على كسروان وبيروت لمدة سنة بعدها تركهما لابن سيفا وعاد إلى امارته في الشوف.
وفي سنة 1605 جرت واقعة ثانية في جونيه بين الاثنين، حيث هزم الأمير يوسف باشا سيفا فترك بيروت تحت ضغط ال ارسلان.
وفي العام 1607 وقعت الحرب بين والي حلب علي باشا جانبلاد ووالي طرابلس يوسف باشا سيفا، فاستنجد والي حلب بالامير فخر الدين الذي نجده بقواته إلى ارض عرّاد في حماه. وقد اسفرت المعركة عن انكسار يوسف باشا ثم تبعه فخر الدين برجاله ولم يمكنّه من دخول طرابلس فانهزم بحرا إلى بلاد حارثة مستغيثا بالامير احمد طربيه فأغاثه وارسله إلى الشام ولما علم بذلك علي باشا طلب من الأمير فخر الدين ملاقاته هناك حيث حاصروه ولما ضاق به الحال دفع لعلي باشا مئة الف غرش فرضي وسمح له بالانتقال إلى حصن الاكراد.
تكدرت الدولة العلية من علي باشا لجنوحه عن الصراط المستقيم والعصيان عليها فأرسلت قوة كبيرة لمحاربته واسفرت المعركة عن اندحار علي باشا وهربه من ساحة الوغى إلى قلعة حلب حيث ادخل اليها عياله ومحازبيه ثم انتقل هو إلى إيران مستنجدا بالشاه. وصلت القوات العثمانية بقيادة مراد باشا الصدر الاعظم ومعه احمد باشا الحافظ ويوسف باشا سيفا سردار العسكر، فتحت القلعة بالامان وقتل من فيها ولم ينج الا القليل وبيعت عيال علي باشا بالمزاد والدلالة. اغتنم الأمير فخر الدين الفرص المؤاتية وارسل ولده علي الصغير (9 سنوات) مع مبلغ من المال حوالى 300 الف غرش، لاستعطاف خاطر الصدر الاعظم الذي قبل الهدية وانعم على الأمير بسنجقية صيدا وبيروت وغزير.